# Houston Lake
Houston Lake – miasto w Stanach Zjednoczonych, w stanie Missouri, w hrabstwie Platte.